# Mummuciidae
Famille
Les Mummuciidae sont une famille de solifuges.
Cette famille comprend dix genres et plus de 30 espèces.

## Distribution
Les espèces de cette famille se rencontrent en Amérique du Sud.

## Liste des genres
Selon Solifuges of the World (version 1.0) :
- Cordobulgida Mello-Leitão, 1938
- Gaucha Mello-Leitão, 1924
- Mummucia Simon, 1879
- Mummucina Roewer, 1934
- Mummuciona Roewer, 1934
- Mummucipes Roewer, 1934
- Sedna Muma, 1971
- Uspallata Mello-Leitão, 1938

et décrits depuis :
- Curanahuel Botero-Trujillo, Lagos-Silnik & Fernández-Campón, 2019
- Vempironiella Botero-Trujillo, 2016

Les genres Gauchella et Metacleobis ont été placés en synonymie avec Gaucha par Botero-Trujillo, Ott et Carvalho en 2017.
Les genres Mummuciona et Sedna ont été placés dans les Ammotrechidae par Maury, mais cela n'a pas été pris en compte par Harvey en 2003 ni par Solifuges of the World.

## Publication originale
- Roewer, 1934 : Solifuga, Palpigrada. Dr. H.G. Bronn's Klassen und Ordnungen des Thier-Reichs, wissenschaftlich dargestellt in Wort und Bild. Akademische Verlagsgesellschaft M. B. H., Leipzig. Fünfter Band: Arthropoda; IV. Abeitlung: Arachnoidea und kleinere ihnen nahegestellte Arthropodengruppen, vol. 4, p. 1-723 (texte intégral).